# Buty marszowe Wehrmachtu

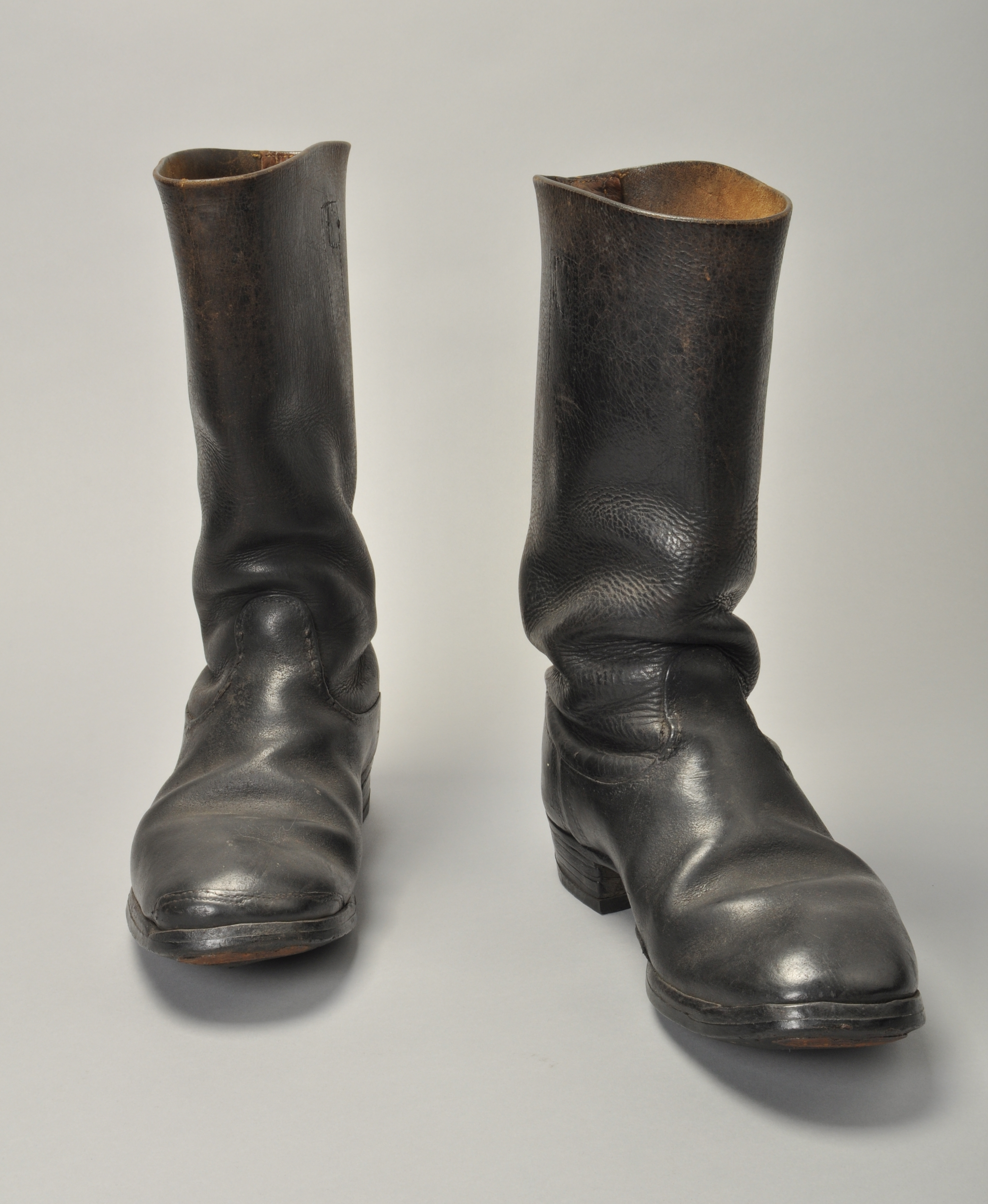
Buty marszowe Wehrmachtu

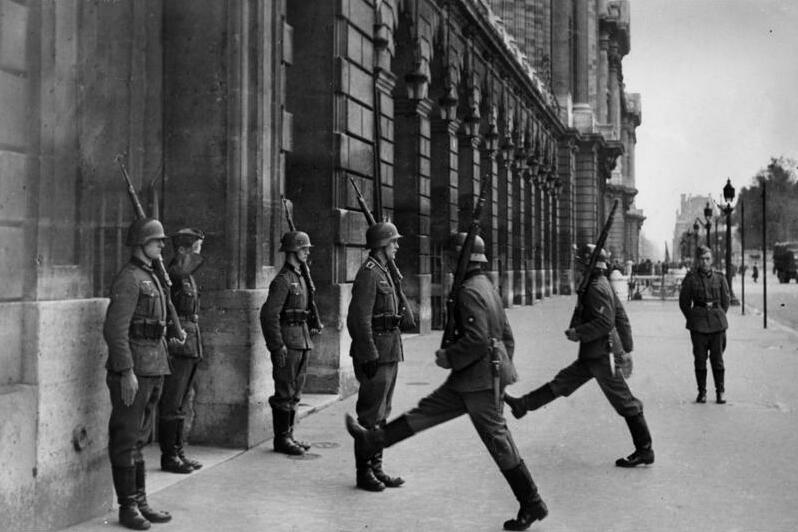
Zmiana warty żołnierzy Wehrmachtu przed Hôtel de Crillon w Paryżu, w butach marszowych (1940)

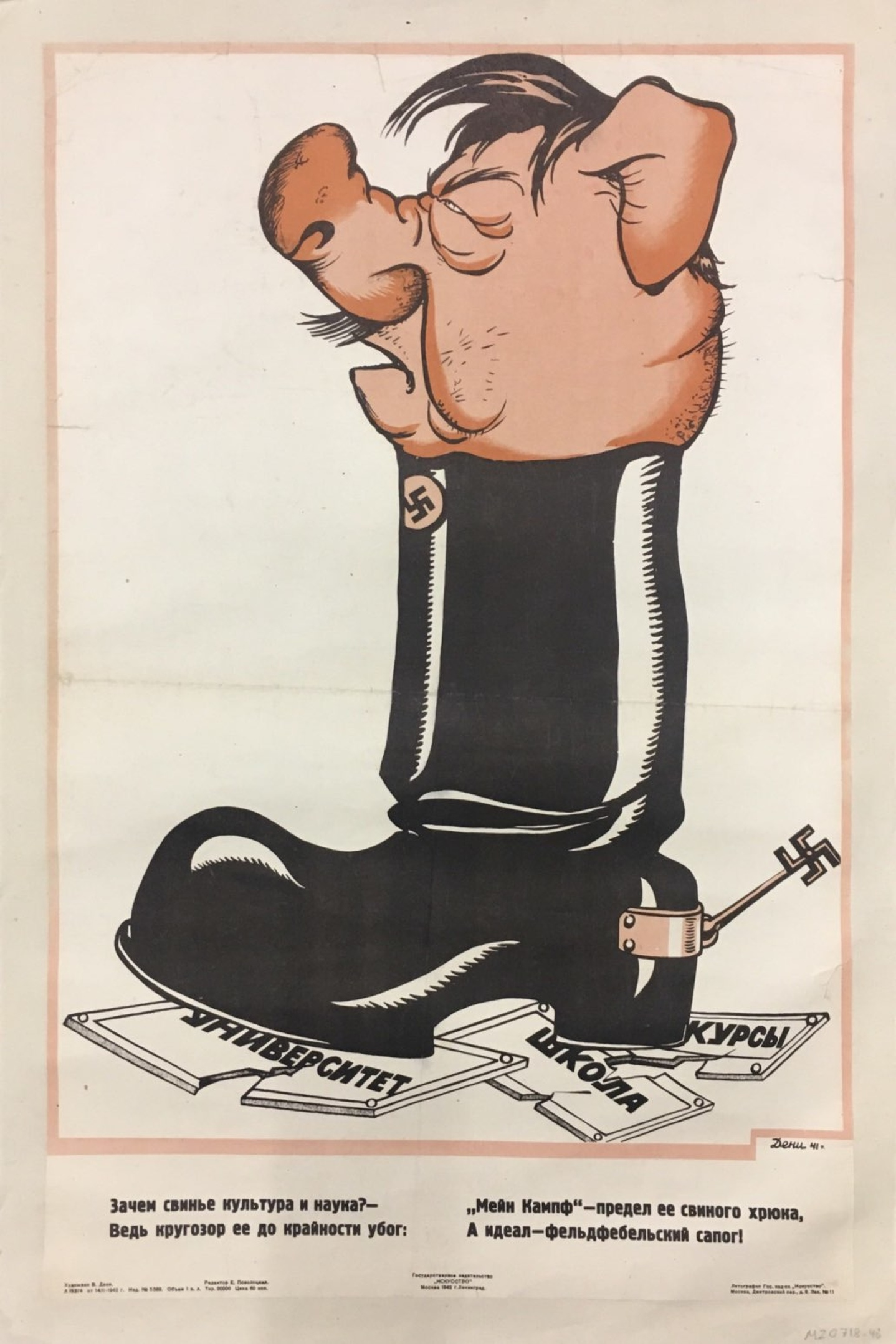
Sowiecka karykatura ze świnią w niemieckim bucie marszowym

Buty marszowe Wehrmachtu (niem. Marschstiefel der Wehrmacht) – wojskowe buty będące elementem umundurowania Wehrmachtu i stereotypowego wizerunku żołnierzy niemieckich w czasie II wojny światowej. 

## Opis
Buty marszowe, znane w żargonie wojskowym jako „knöchelbecher” (pol. kubek na kości), wytwarzano z czernionej krowiej skóry, o wysokości 35–39 centymetrów i masie ok. 1,9 kilograma, w zależności od rozmiaru. W celu zwiększenia trwałości podeszwy podkuwano ją 30–40 ćwiekami, a pięty wzmacniano karbowaną metalową płytką biegnącą wzdłuż zewnętrznej krawędzi. Pod koniec 1939 roku cholewę skrócono o około 6 centymetrów, aby zaoszczędzić na skórze. Ze względu na deficyt tego surowca od lata 1942 roku sznurowane kamasze do kostek coraz częściej zastępowały klasyczne buty marszowe, a od wiosny 1944 roku zastąpiły je całkowicie. W czasie pokoju żołnierz Wehrmachtu otrzymywał dwie pary butów marszowych rocznie. Obuwie przeznaczone do europejskich warunków środowiskowych okazało się nieodpowiednie na sowiecką zimę z jej ekstremalnymi temperaturami poniżej zera, których niemieccy żołnierze musieli doświadczać od ataku Niemiec na ZSRR w czerwcu 1941 r. 

## Propaganda
Narodowi socjaliści wykorzystywali parady wojskowe aby zademonstrować swoją siłę, na przykład na zjazdach NSDAP w Norymberdze, w pięćdziesiąte urodziny kanclerza Rzeszy Adolfa Hitlera w kwietniu 1939 roku oraz w czasie II wojny światowej w okupowanych miastach. Do tych efektów przyczynił się hałas wydawany przez metalowe okucia podeszwy podczas marszu żołnierzy.